# Баба гануш

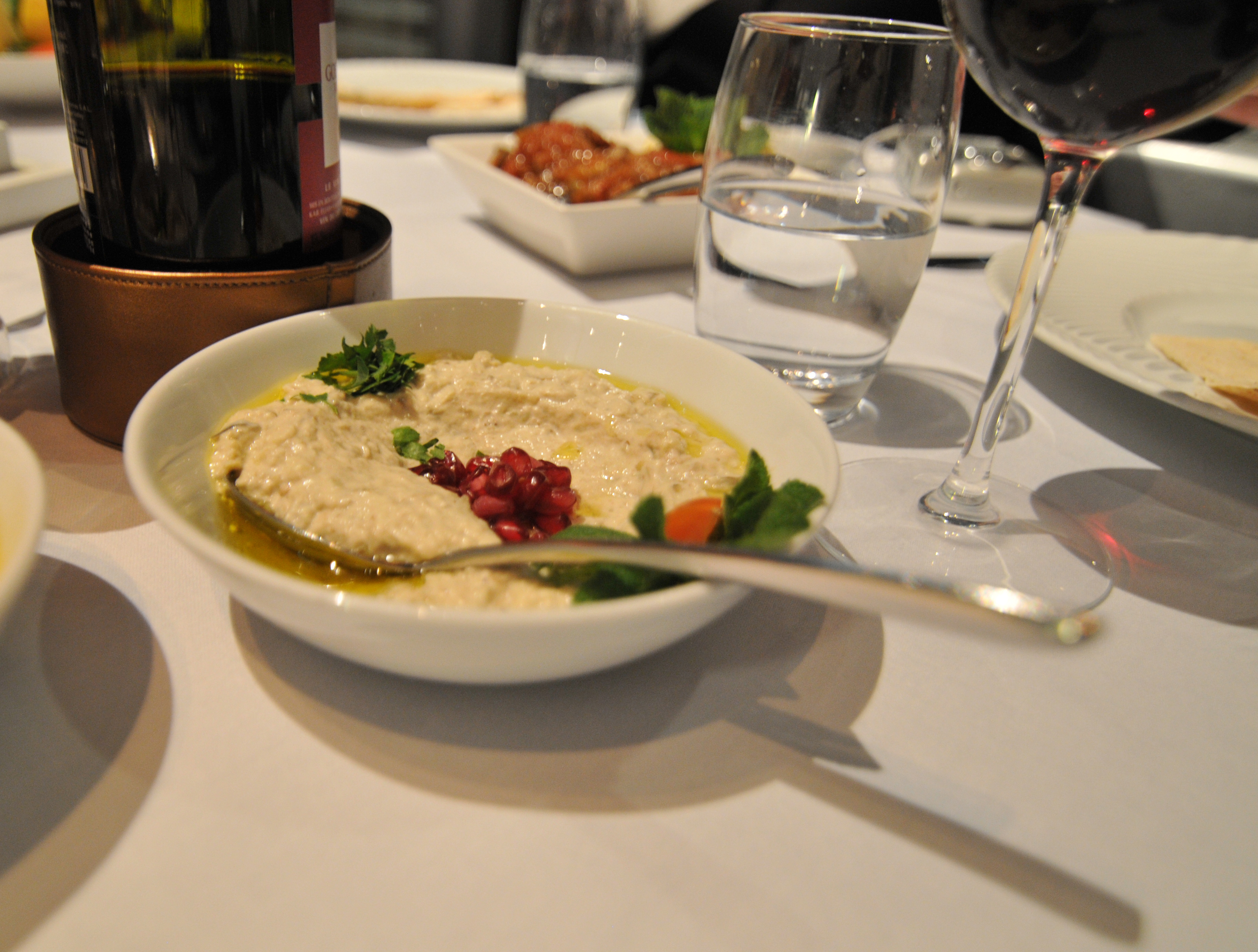
Баба гануш, с гранатом и зеленью в качестве декора

Баба гануш, или баба ганудж (араб. بابا غنوج‎) (в других транскрипциях: баба гануг, баба гануж) — популярное блюдо восточной кухни из региона Левант, закуска, состоящая главным образом из пюрированных термически обработанных баклажанов, смешанных с кунжутной пастой, оливковым маслом, лимонным соком и специями. Баклажаны предварительно целиком запекаются или обжариваются, в результате чего мякоть становится мягкой и приобретает запах гриля.

## Разновидности
В кухнях разных народов мира существует множество схожих блюд, например, баклажанная икра.
Версии этого блюда в восточно-арабской кухне немного отличаются от левантийских, поскольку они приправлены кориандром и тмином. Эти версии могут быть минимально приправлены специями и покрыты тонко нарезанными листьями петрушки или кориандра.
В Турции это блюдо известно как бабагануш или абуганнуш. Хотя ингредиенты варьируются от региона к региону, основные ингредиенты (баклажаны, тахини, чеснок, лимон) обычно одни и те же.
В Армении это блюдо известно как мутабал(ь). Основными ингредиентами армянского мутабала являются баклажаны, тахини, чеснок, лимон и лук; также часто добавляют тмин.
Грузинский вариант называется бадриджанис хизилала в который добавляют зёрна и сок граната, кинзу, грецкие орехи и местные специи.
В Румынии подобное блюдо известно как salată de vinete. В нём отсутствует тахини, и он состоит из мелко нарезанных жареных баклажанов, мелко нарезанного лука, подсолнечного масла (не оливкового, потому что оно делает закуску горькой), соли и, по желанию, майонеза.
В Сирии это блюдо часто смешивают с овечьим сыром.
Израильский вариант салата хацилим готовится из жареных или приготовленных на гриле баклажанов, смешанных с майонезом, солью, лимоном и нарезанным жареным луком. При подаче его обычно поливают оливковым маслом.